# Razamanaz
Razamanaz – album szkockiej grupy rockowej Nazareth, wydany w maju 1973 roku.

## Lista utworów
Strona A
| 1. | „Razamanaz” (Agnew, Charlton, McCafferty, Sweet)            | 3:52  |
|    |                                                             |       |
| 2. | „Alcatraz” (Leon Russell)                                   | 4:23  |
|    |                                                             |       |
| 3. | „Vigilante Man” (Woody Guthrie)                             | 5:21  |
|    |                                                             |       |
| 4. | „Woke Up This Morning” (Agnew, Charlton, McCafferty, Sweet) | 3:53  |
|    |                                                             |       |
|    |                                                             | 17:29 |
|    |                                                             |       |
Strona B
| 1. | „Night Woman” (Agnew, Charlton, McCafferty, Sweet)       | 3:29  |
|    |                                                          |       |
| 2. | „Bad, Bad Boy” (Agnew, Charlton, McCafferty, Sweet)      | 3:57  |
|    |                                                          |       |
| 3. | „Sold My Soul” (Agnew, Charlton, McCafferty, Sweet)      | 4:49  |
|    |                                                          |       |
| 4. | „Too Bad, Too Sad” (Agnew, Charlton, McCafferty, Sweet)  | 2:55  |
|    |                                                          |       |
| 5. | „Broken Down Angel” (Agnew, Charlton, McCafferty, Sweet) | 3:45  |
|    |                                                          |       |
|    |                                                          | 18:55 |
|    |                                                          |       |
Utwory dodane na płytach kompaktowych:
| 1. | „Hard Living” (Agnew, Charlton, McCafferty, Sweet)                   | 3:03  |
|    |                                                                      |       |
| 2. | „Spinning Top” (Agnew, Charlton, McCafferty, Sweet)                  | 3:06  |
|    |                                                                      |       |
| 3. | „Razamanaz” (Alternate Version) (Agnew, Charlton, McCafferty, Sweet) | 3:26  |
|    |                                                                      |       |
|    |                                                                      | 09:35 |
|    |                                                                      |       |

## Skład
- Dan McCafferty – wokal
- Darrell Sweet – perkusja
- Pete Agnew – bas
- Manny Charlton – gitara, akustyczna gitara, gitara slide, bandżo